# Marianne Aeschbacher
Marianne Aeschbacher (Tolosa, 10 dicembre 1970) è una nuotatrice artistica francese.

## Biografia
Aeschbacher ha gareggiato in competizioni di nuoto sincronizzato da sola, in coppia o in squadra. Ha conquistato numerose medaglie tra gli anni Ottanta e Novanta in ambito europeo. Ha preso parte ai Giochi olimpici di Barcellona 1992 e di Atlanta 1996, prime edizioni in cui è stata introdotta la disciplina sportiva nel programma olimpico.

## Palmarès
| Anno | Manifestazione  | Sede       | Evento  | Risultato | Prestazione |
| ---- | --------------- | ---------- | ------- | --------- | ----------- |
| 1987 | Europei         | Strasburgo | Squadre | Oro       | 178,487     |
| 1989 | Europei         | Bonn       | Duo     | Oro       | 182,502     |
| 1989 | Europei         | Bonn       | Squadra | Oro       | 180,365     |
| 1992 | Giochi olimpici | Barcellona | Duo     | 5ª        | 181,795     |
| 1993 | Europei         | Sheffield  | Solo    | Argento   | 178,510     |
| 1993 | Europei         | Sheffield  | Duo     | Argento   | 177,268     |
| 1993 | Europei         | Sheffield  | Squadra | Argento   | 175,397     |
| 1994 | Mondiali        | Roma       | Solo    | 6ª        | –           |
| 1994 | Mondiali        | Roma       | Duo     | 4ª        | –           |
| 1995 | Europei         | Vienna     | Solo    | Argento   | 97,520      |
| 1995 | Europei         | Vienna     | Duo     | Argento   | 96,920      |
| 1995 | Europei         | Vienna     | Squadra | Argento   | 97,160      |
| 1996 | Giochi olimpici | Atlanta    | Squadre | 5ª        | 96,076      |